# Carlo Maccari
Carlo Maccari (Parrano, 13 gennaio 1913 – 17 aprile 1997) è stato un arcivescovo cattolico italiano.

## Biografia
Carlo Maccari nasce a Cantone di Parrano il 13 gennaio 1913 e viene ordinato prete il 6 dicembre 1936.
Nel 1945 è nominato parroco della nuova parrocchia di Santa Maria Consolatrice al Tiburtino, nel popolare quartiere di Casal Bertone a Roma.
Consacrato vescovo il 29 giugno 1961 ed eletto alla diocesi di Mondovì il 31 ottobre 1963. Rimane in questa diocesi fino al 5 agosto 1968 quando viene promosso arcivescovo di Ancona e Numana. Il 28 settembre 1972 assume anche la carica di vescovo di Osimo. Dal 1970 al 1978 è anche amministratore apostolico di Jesi.
Durante la sua reggenza l'arcidiocesi di Ancona e Numana cambia denominazione in arcidiocesi di Ancona e viene unita alla diocesi di Osimo formando l'arcidiocesi di Ancona-Osimo.
Si ritira il 1º luglio 1989 per l'avanzata età rimanendo ad Ancona, dove continuerà la sua opera pastorale aiutando alcune parrocchie in difficoltà. Muore il 17 aprile 1997 per le conseguenze di un incidente stradale.

## Genealogia episcopale e successione apostolica
La genealogia episcopale è:
- Cardinale Scipione Rebiba
- Cardinale Giulio Antonio Santori
- Cardinale Girolamo Bernerio, O.P.
- Arcivescovo Galeazzo Sanvitale
- Cardinale Ludovico Ludovisi
- Cardinale Luigi Caetani
- Cardinale Ulderico Carpegna
- Cardinale Paluzzo Paluzzi Altieri degli Albertoni
- Papa Benedetto XIII
- Papa Benedetto XIV
- Papa Clemente XIII
- Cardinale Marcantonio Colonna
- Cardinale Giacinto Sigismondo Gerdil, B.
- Cardinale Giulio Maria della Somaglia
- Cardinale Carlo Odescalchi, S.I.
- Vescovo Eugène de Mazenod, O.M.I.
- Cardinale Joseph Hippolyte Guibert, O.M.I.
- Cardinale François-Marie-Benjamin Richard
- Cardinale Pietro Gasparri
- Cardinale Francesco Marchetti Selvaggiani
- Cardinale Luigi Traglia
- Arcivescovo Carlo Maccari

La successione apostolica è:
- Vescovo Oscar Serfilippi, O.F.M.Conv. (1975)